# Danh sách thành phố Albania
Đây là danh sách các làng mạc, thị trấn và thành phố ở Albania:
- Apollonia
- Bajram Curri
- Ballsh
- Bathorë
- Berat
- Bilisht
- Bulqizë
- Burrel
- Butrint
- Cërrik
- Çorovodë
- Delvinë
- Durrës
- Elbasan
- Ersekë
- Fajze
- Fier
- Fushë-Krujë
- Gjirokastër
- Gramsh
- Has
- Himarë
- Kamzë
- Kavajë
- Këlcyrë
- Klos
- Konispol
- Koplik
- Korçë
- Krujë
- Krumë
- Kuçovë
- Kukës
- Laç
- Lezhë
- Libohova
- Librazhd
- Lushnjë
- Maliq
- Mamurras
- Mavrovë
- Memaliaj
- Patos
- Peqin
- Peshkopi
- Përmet
- Pogradec
- Poliçan
- Pukë
- Roskovec
- Rrëshen
- Rrogozhinë
- Rubik
- Sarandë
- Selenicë
- Shëngjin
- Shijak
- Shkodër
- Tepelenë
- Tirana
- Tropojë
- Valbonë
- Velipojë
- Vlorë

## 40 thành phố lớn nhất theo số dân
1. Tirana: 352.900
2. Durrës: 113.800
3. Shkodër: 110.000
4. Elbasan: 96.800
5. Vlorë: 84.400
6. Korçë: 58.800
7. Fier: 55.100
8. Kavajë: 40.000
9. Lushnjë: 38.200
10. Kavaja: 28.200
11. Pogradeci: 23.700
12. Laçi: 23.400
13. Gjirokastra: 22.800
14. Patosi: 21.000
15. Kruja: 19.400
16. Kuçova: 18.000
17. Kukësi: 16.600
18. Lezha: 16.600
19. Saranda: 14.500
20. Peshkopia: 14.100
21. Burreli: 13.900
22. Cërrik: 13.200
23. Çorovoda: 13.200
24. Shijak: 12.800
25. Librazhdi: 11.500
26. Tepelenë: 11.300
27. Gramsh: 10.400
28. Poliçan: 10.200
29. Bulqizë: 10.000
30. Përmet: 9.800
31. Fushë-Krujë: 9.600
32. Borshi: 9.500
33. Kamzë: 9.300
34. Rrëshen: 9.200
35. Ballsh: 9.100
36. Mamurras: 7.600
37. Bajram Curri: 7.500
38. Ersekë: 7.500
39. Peqin: 7.200
40. Divjak: 7.069
41. Selenicë: 6.900